# Гранэ, Марсель
Марсель Гранэ, в отечественной литературе также именуется Гране (фр. Marcel Granet, кит. упр. 葛兰言, пиньинь Gé Lányán; 1884, Люк-эн-Диуа, департамент Дром, Франция — 1940, Со, Франция). Великий французский синолог, ученик Эмиля Дюркгейма и Эдуарда Шаванна, впервые применивший социологические методы к изучению истории и культуры Китая.

## Биография и деятельность
Родился в семье землевладельцев, его отец имел инженерное образование. Окончил лицей в Экс-ан-Прованс, а затем престижный Lycée Louis-le-Grand в Париже. Этот лицей традиционно поставлял абитуриентов École Normale Supérieure. Гранэ получил степень бакалавра и вступил в Эколь-Нормаль в 1904 году, всего через год после её воссоединения с Сорбонной. Среди университетских преподавателей особое воздействие на Гранэ оказал Эмиль Дюркгейм (интересно, что он преподавал педагогику, которая была обязательна для изучения до 1913 года). В Эколь-Нормаль Гранэ интересовался юриспруденцией, социологией, философией и историей, причём очень рано стал использовать идеи и методологию Дюркгейма. Он вошёл в элитный студенческий клуб, куда входил один из сооснователей школы «Анналов» — Марк Блок, и многие другие выдающиеся деятели французской науки недалёкого будущего. В 1905 году Гранэ стал членом социалистического кружка, возглавлявшегося племянником Дюркгейма.
В 1907 году Гранэ получил учёную степень по истории и был направлен преподавателем лицея в Бастии (Корсика). В 1908 году он получил грант фонда Тьера для исследования феодализма. В этот период он получил совет обратиться к синологу Эдуарду Шаванну, ибо намеревался сопоставлять европейский феодализм с японским. Шаванн принял его в свою группу, заметив, что изучение китайского языка и культуры является необходимым шагом для занятий Японией. В этот период Гранэ тесно общается с Тьером и Гернэ — своими однокашниками, чьи теоретические рассуждения сильно влияли на всех троих.
В 1911 году в свет выходит первая печатная работа Гранэ — памфлет Contre l’alcoolisme, un programme socialiste. В том же году, он расстаётся с фондом Тьера, и получает грант французского правительства на изучение китайской классики, отправившись для этой цели в Пекин. В Пекине его наставником сделался Андрэ д’Ормон. В 1912 году Гранэ отправил Шаванну свою первую синологическую работу Coutumes matrimoniales de la Chine antique, немедленно опубликованную в ведущем китаеведческом журнале «Тун бао» (Лейден). В феврале 1912 году в Пекине было подписано отречение императорской семьи от престола: Гранэ оказался в центре китайской революции.
Вернувшись из Китая в марте 1913 года, Гранэ преподавал историю в Марсельском лицее, а в октябре перевёлся в Монпелье. В декабре 1913 года он сменил Шаванна на посту главы Департамента изучения религий дальнего Востока в École Pratique des Hautes Études. В 1914 году Гранэ пошёл на фронт добровольцем, был награждён Военным крестом. В 1918 году ему удалось ненадолго посетить Пекин в составе военной миссии. За время войны он подготовил две докторских диссертации.
В 1919 году вернулся во Францию, женился (на Мари Терьен) и вернулся к академической работе. На защите его докторской диссертации «Древние китайские праздники и песни» официальным оппонентом был сэр Джеймс Фрейзер. После напечатания, книга была удостоена премии им. С. Жюльена. В 1922 году по заказу издателя Соловина, Гранэ пишет первую из своих обобщающих книг «Религии Китая», причём был вынужден постоянно переезжать из Парижа в Тоннер, где его жена преподавала в местном лицее, имея на руках младенца-сына. Не оставлял он и работы в обществе бывших студентов Дюркгейма, группировавшегося вокруг журнала Année.
В 1925 году Гранэ сделался профессором в École Nationale des Langues Orientales Vivantes, а в 1926 году участвовал в основании Institut des Hautes Études Chinoises. Он стал его управляющим и возглавил кафедру китайского языка и китайской цивилизации.
Был приглашенным иностранным профессором в норвежском Институте сравнительного исследования культур.
Марсель Гранэ скончался в возрасте 56 лет, через месяц после немецкой оккупации Франции.

## Научное наследие
Общепризнано, что главным новшеством Гранэ было соединение китаеведения с социологией Э. Дюркгейма. Работы Гранэ образуют стройный свод исследований общественных и семейных отношений, экономической жизни, а также религии древнего Китая. Рассуждения Гранэ о семейно-брачных отношениях критиковались Р. ван Гуликом. Гранэ впервые в европейской науке поставил вопрос о методологическом основании традиционной мысли в Китае, которую он отказывался признавать «донаучной», в этом смысле оппонируя Дж. Нидэму. Положил начало изучению символической нумерологии в китайской культуре. Его взгляды были развиты А. И. Кобзевым.
Учеником Гранэ был корейско-японский философ Цуда Ицуо (津田 逸夫, 1914—1984)